# Tanya Hansen
Tanya Hansen, född 11 september 1973 i Jessheim, Akershus fylke, är en norsk före detta porrskådespelerska.